# Karel Černý (diretor de arte)
Karel Černý (Plzeň, 7 de abril de 1922 — 5 de setembro de 2014) foi um diretor de arte tcheco. Venceu o Oscar de melhor direção de arte na edição de 1985 por Amadeus, ao lado de Patrizia von Brandenstein.